# Woody Woodpecker (Film)
Woody Woodpecker ist ein US-amerikanischer Animation/Realfilm aus dem Jahr 2017 und ist der erste Film basierend auf der Figur jemals als auch der erste Live Action Film. Regie führte Alex Zamm, während William Robertson, Alex Zamm, Daniel Altiere und Steven Altiere das Drehbuch schrieben. Der Film wurde von Universal 1440 Entertainment in Zusammenarbeit mit Universal Animations Studios produziert und hatte seine Premiere am 5. Oktober 2017.

## Handlung
Im Pine Grove-Wald in Washington entdeckt Woody Woodpecker die Brüder Nate und Otis Grimes, zwei Wilderer und Tierpräparatoren, die ihn fangen und für Geld verkaufen wollen. Er bringt die beiden dazu, sich gegenseitig zu betäuben. In Seattle wird der Immobilienanwalt Lance Walters gefeuert, nachdem ein Video im Internet verbreitet wird, in dem er behauptet, der Naturschutz sei unrentabel. Er erzählt seiner glamourösen Freundin Vanessa, dass er vorhat, auf einem großen Grundstück nahe der kanadischen Grenze, das ihm sein Großvater hinterlassen hat, ein Haus als Kapitalanlage zu bauen. Lances Ex-Frau Linda lässt ihren Sohn Tommy bei ihm und Vanessa, da sie sich in Philadelphia um ihren im Krankenhaus liegenden Vater kümmern muss. 
Im Pine Grove-Wald treffen Lance, Tommy und Vanessa die Parkwächterin Samantha Bartlett. Während Lance und Vanessa auspacken, geht Tommy im Wald spazieren. Dort entdeckt er Woody und freundet sich mit ihm an, nachdem er ihm Erdnussbutterkekse gegeben hat. Woody besucht die Familie zur Mittagszeit und isst fast alles auf. Lance versucht Woody zu verscheuchen, aber dieser hat Spaß am Ärger. Am nächsten Morgen beginnen die Bauarbeiten an dem Anlagehaus, was Woody wütend macht, da damit der Wald als auch sein Zuhause bedroht wird. Um die Bauarbeiten zu stoppen, stiftet er ständig Chaos auf der Baustelle und verjagt die Bauarbeiter. Später, in einer nahegelegenen Stadt, freundet sich Tommy mit einer jungen Musikerin namens Jill an, die ihn überredet, ihrer Band beim jährlichen Firefly Festival beizutreten. Tommy wird dann von Woody vor zwei Tyrannen gerettet. 
Der Auftritt ist ein Erfolg, und Lance ist erfreut zu sehen, dass Woody Tommy unterstützt hat. Woody kommt zu dem Schluss, dass es keine schlechte Sache ist, wieder Menschen um sich zu haben, und geht zurück zum Investmenthaus, wo er ein Wandgemälde über dem Kamin schnitzt. Als er jedoch seinen Namen in die Schnitzerei schreibt, brennt er versehentlich das Haus nieder, nachdem er freiliegende Kabel getroffen hat. Entsetzt über seinen Fehler fliegt er zurück zu seinem Baum. Als Lance das Übel sieht, wird er sauer auf Woody, obwohl er ihn gerade erst zu mögen beginnt. Er ruft Nate und Ottis an, die seinen Baum fällen und ihn mit einem Taser bewusstlos machen. Als sie gehen, macht Tommy seinem Vater Vorwürfe für seine Taten und rennt weg. Dann schmiedet er einen Plan, um Woody zu retten, und macht sich mit Jill und Lyle auf den Weg zur alten Scheune der Brüder Grimes, während die Brüder versuchen, Woody auf einer Online-Schwarzmarktauktion zu verkaufen. Lance findet das Wandgemälde, das Woody geschaffen hatte. Als er seinen Fehler erkennt, nimmt er Samanthas Hilfe in Anspruch und sie machen sich auf die Suche nach Tommy und Woody, doch die gesamte Bande wird von den Brüdern gefangen genommen. Als Nate ein Betäubungsmittel auf Woody richtet, kippt Lance seinen Käfig in Woodys Richtung und befreit ihn. Nachdem Nate und Otis von der Polizei festgenommen wurden, entschuldigt sich Lance bei Woody, dass er nicht wusste, dass der Hausbrand ein Unfall war, und ersetzt deshalb Woodys gefällten Baum durch ein Vogelhäuschen. Woody akzeptiert sowohl das Geschenk als auch die Bande als seine Ersatzfamilie.

## Besetzung
| Rolle               | Darsteller            | Deutscher Sprecher |
| ------------------- | --------------------- | ------------------ |
| Woody Woodpecker    | Eric Bauza            | Paul Sedlmeir      |
| Timothy Omundson    | Lance Walters         |                    |
| Vanessa             | Thaila Ayala          | Janina Dietz       |
| Tommy Walters       | Graham Verchere       |                    |
| Samantha Bartlett   | Jordana Largy         |                    |
| Jill Ferguson       | Chelsea Miller        |                    |
| Nate Grimes         | Scott McNeil          |                    |
| Ottis Grimes        | Adrian Glynn McMorran |                    |
| George              | Sean Tyson            |                    |
| Lyle                | Jakob Davies          |                    |
| John                | Ty Consiglio          |                    |
| Chris               | Patrick Lubczyk       |                    |
| Barbara Krum        | Karin Konoval         |                    |
| Linda Walters       | Emily Holmes          |                    |
| Feuerwehrmann       | Kwesi Ameyaw          | Daniel Pietzuch    |
| Designer            | Shawn MacDonald       |                    |
| Sergie              | Keith Dallas          |                    |
| Roscoe              | Eric Keenleyside      |                    |
| Wealthy Collector#1 | Graison Foster        |                    |
| Wealthy Collector#2 | Christiaan Westerveld |                    |
| Wealthy Collector#3 | King Lau              |                    |
| Wealthy Collector#4 | Arkie Kandola         |                    |